# Doel (plaats)
Doel is een dorp in de Belgische provincie Oost-Vlaanderen en een deelgemeente van Beveren-Kruibeke-Zwijndrecht. Doel ligt in het uiterste noordoosten van de provincie, op de linkeroever van de Schelde, in de polders van het Waasland, vlak bij de Nederlandse grens. In de Wase dialecten noemt men het dorp "Den Doel". Doel raakte sinds de jaren zestig bekend door uitbreidingsplannen voor de haven van Antwerpen die het dorp zouden laten verdwijnen. Sinds 1998 zijn er plannen voor een nieuw dok dwars over het dorp. In maart 2022 werd uiteindelijk toch een akkoord bereikt waardoor de uitbreiding van de haven kan doorgaan zonder dat Doel daardoor moet verdwijnen of onleefbaar wordt. Ook het veer tussen Lillo en Doel wordt hersteld. Midden augustus kwamen de eerste nieuwe inwoners wonen in het dorp.
Doel was tot 1977 een zelfstandige gemeente met een oppervlakte van 25,61 km² en telde in 1972 ca. 1300 inwoners. Op 31 december 2007 telde Doel nog 388 inwoners, op 31 december 2014 nog slechts 147 inwoners. De deelgemeente Doel omvat naast de dorpskern de gehuchten Ouden Doel, Rapenburg en Saftingen. Verder hoort ook de Prosperhaven (dit is de haven van Prosperpolder) en De Schoof nog bij Doel. Net ten noorden van het dorp staat de kerncentrale Doel, die stroom levert aan afnemers in België, Nederland en Duitsland.

## Geschiedenis

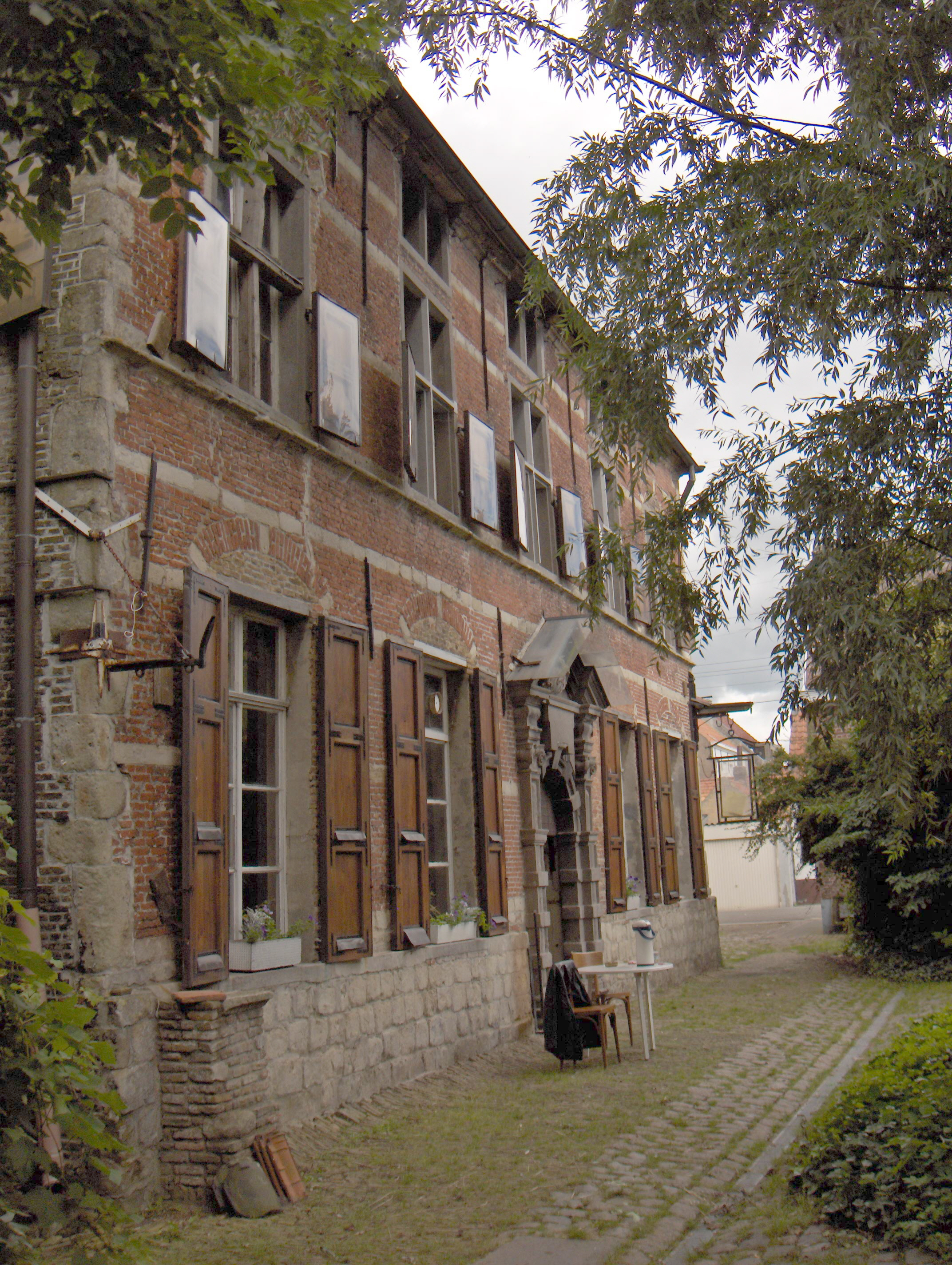
Hooghuis

### De Doolen

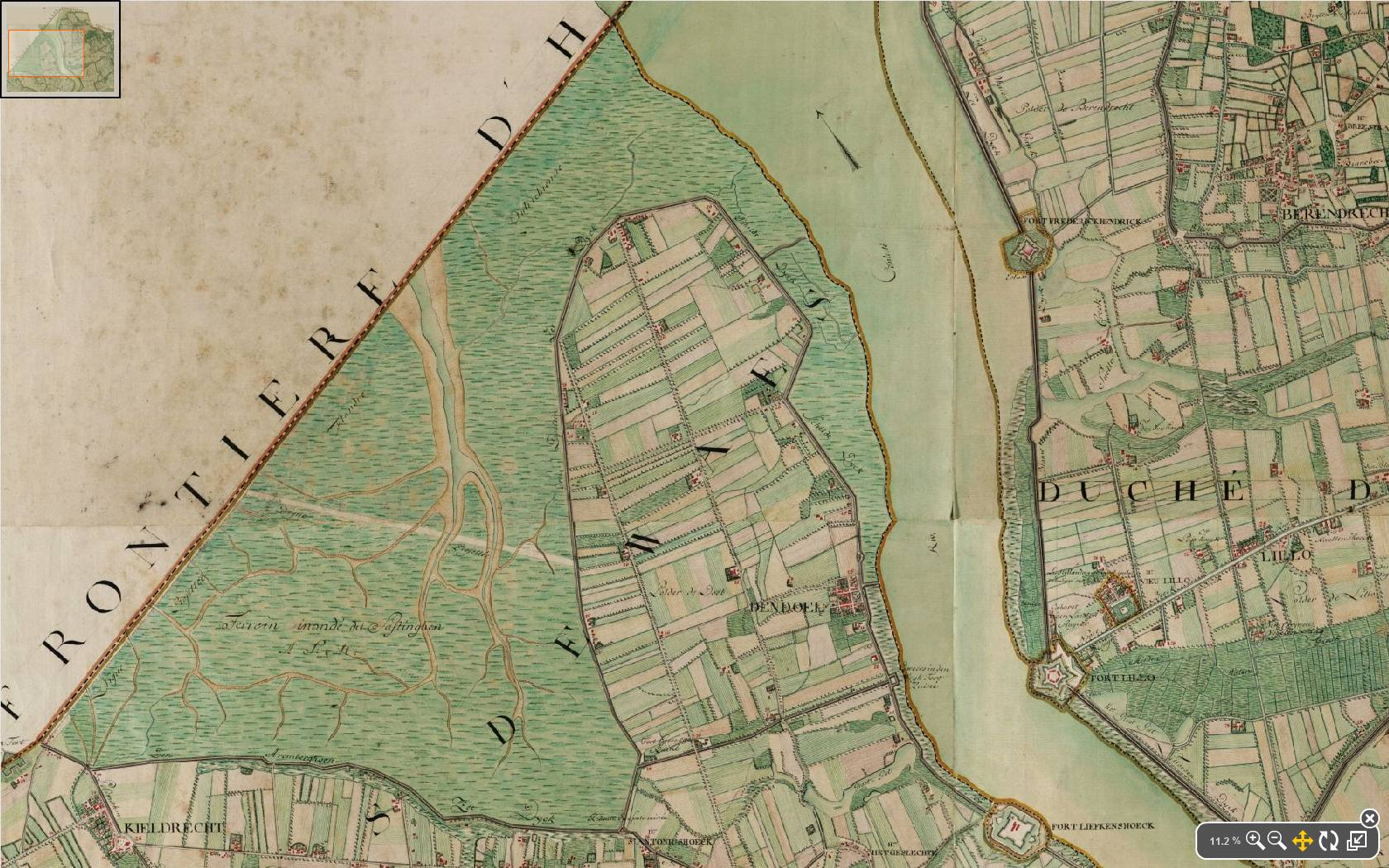
Eind achttiende eeuw lag Doel op een schiereiland tussen de schelde en het Verdronken Land van Saeftinghe

Doel wordt voor het eerst vermeld in 1267 als "De Doolen". De precieze betekenis is onduidelijk, mogelijk verwijst het naar de "dalen" in de zin van uitgegraven zandhopen. In de middeleeuwen zouden De Doolen nog eilandjes in de Schelde geweest zijn. Het gebied rond Doel was oorspronkelijk veengebied en maakte deel uit van een brede oost-west georiënteerde veenzone over heel Zeeuws-Vlaanderen en het noorden van Oost-Vlaanderen. Vooral ten noorden van Doel, in wat nu het Verdronken Land van Saeftinghe is, was de veenlaag bijzonder dik. Vanaf de 13e eeuw werd in deze veenzone intensief turf gewonnen. Doel en omliggende gebieden behoorden oorspronkelijk toe aan de heer van Beveren, die de turfwinning stimuleerde. In 1571 werd Doel samen met Kieldrecht een afzonderlijke heerlijkheid: het Land van den Doel.
De turfafgraving in het veen verlaagde op veel plaatsen het bodempeil en maakte het gebied kwetsbaar voor overstromingen. Tegelijk kwam de Schelde vanaf de 12e eeuw steeds sterker onder invloed van de Noordzee. Daardoor raakten Doel en andere noordelijke delen van het Land van Beveren vanaf de 14e eeuw regelmatig volledig overstroomd en werden dijken en polders aangelegd. De dijken rond de Doelpolder werden verstevigd in 1567.

### Inundatie van 1583
Heel het middeleeuwse polder- en turfwinningstelsel in de streek ging in 1583 verloren bij catastrofale overstromingen in de 16e eeuw en de onderwaterzettingen om strategische redenen tijdens de Tachtigjarige Oorlog, voor het eerst bij het beleg van Antwerpen door Alexander Farnese.
Doel en de Doelpolder werden vanaf 1585 bezet door de Staatse legers. Tijdens het Twaalfjarig Bestand (1609-1621) was de hele streek een desolaat gebied waar Scheldeoverstromingen en getijden vrij spel hadden. De dijken rond de Doelpolder waren echter nog rond 1567 extra versterkt en gedeeltelijk bewaard. Doel fungeerde als steunpunt in de oorlogslinies en ter hoogte van de huidige molen bevond zich een fort met een Hollands garnizoen.

### Nieuwe inpoldering (1613-1614)
De Doelpolder was het eerste gebied om opnieuw bedijkt te worden na de inundatie van 1583. In 1614 gaven de Staten-Generaal van de Republiek der Verenigde Nederlanden de toestemming om Doel te bedijken en werd begonnen met de planmatige aanleg van het dorp en de polder. Doel en de Doelpolder vormden zeer lang de facto een eiland, omgeven door de Schelde, kreken en slikken. De vandaag nog bestaande Doelse Polderdijk in het noorden vormde de grens met latere inpolderingen en laat een deel van de contouren van het eiland nog goed zien.

### Bestuur
Doel hoorde kerkelijk bij de parochie Kieldrecht, dat in 1649-1654 opnieuw bedijkt werd.
Het duurde tot 1792 eer Doel een zelfstandige parochie werd. In dat jaar werd Doel ook toegewezen aan de keizer van Oostenrijk en kwam het definitief bij de Zuidelijke Nederlanden. Pas na de Belgische onafhankelijkheid werd Doel een zelfstandige gemeente.

### Burgemeesters

#### Bij Kieldrecht
- 1789: Petrus Gilles
- 1797: Joannes Franciscus Verstraeten
- 1801: S. Van Craenenbroeck
- 1808: Engelbert Camerman
- 1813: Petrus Goossens

#### Doel is een eigen gemeente
- 1836: Joannes Cornelius Camerman (zoon van Engelbert Camerman)
- 1872: Carolus Camerman (kleinzoon Joannes Cornelius Camerman)
- 1886: Joannes Thieleman
- 1892: Dr. Kamiel Flahou
- 1898: Jan Gips
- 1926: Dr. Ludovicus Versichel
- 1932: Edmond Jonckheere
- 1941: Dr. L. Monden
- 1945: Edmond Jonckheere
- 1959: Jozef Herman
- 1965: Ger. Van Gijsel
- 1971: Rafael De Roeck

#### Bij Beveren
- 1976: Marcel Van der Aa
- 1993: François Smet
- 2005: Marc Van De Vijver

### Buurtspoorweg
In 1893 bereikte de stoomtram der NMVB Doel, waar het eindpunt was van deze lijn, komende uit Sint Niklaas. Het was een van de weinige 'geïsoleerde' "boerentram"lijnen; er was dus aan beide uiteinden geen verbinding met andere NMVB-lijnen. In 1944 werd deze lijn opgeheven.

### Tweede Wereldoorlog
De gemeente werd rond 22 mei 1940 bezet door het Duitse leger en bevrijd op 8 september 1944. Tijdens de Bezetting is de verzetsbeweging De Witte Brigade actief. Vele leden hiervan zijn bij acties omgekomen. Het oorlogsmonument aan de kerk van Doel meldt 14 namen van dodelijke slachtoffers.

## Bedreiging door industriële expansie

### Plannen uit de jaren 60
De eerste plannen voor de havenexpansie op de linker Scheldeoever stammen uit 1963 en voorzagen dat heel de Wase Scheldepolders en Doel zouden verdwijnen voor havendokken en industriegronden. In 1968 werd in het dorp een bouwverbod van kracht. Er werden echter nog geen onteigeningen uitgevoerd en de bevolking ging een periode van tien jaar lange onzekerheid in. De Intercommunale voor het Waasland argumenteerde dat het verdwijnen van Doel de enige menswaardige oplossing is, maar in 1976 verkondigde Antwerps havenschepen Leo Delwaide dat het dorp niet hoeft te verdwijnen en dat de industrieterreinen op linkeroever rond het dorp aangelegd kunnen worden.
In 1967 werd ten noorden van Doel het Paardenschor onteigend, waar enkele jaren later (op het zuidelijke deel) de kerncentrale van Doel zou verrijzen. Vanaf 1969 werd gestart met de bouw ervan. Deze vormt de oudste moderne industriële inplanting in Doel. De kerncentrale van Doel ligt één kilometer ten noorden van het dorp en bestaat uit vier centrales (Doel 1, in gebruik genomen in 1974, Doel 2 in 1975, Doel 3 in 1982 en Doel 4 in 1985).

### 1978, gewestplan: Behoud van Doel
Na de economische terugval werden de expansieplannen teruggeschroefd. In 1978 komt staatssecretaris voor Streekeconomie Mark Eyskens per helikopter naar Doel om aan te kondigen dat Doel als 'specifiek en waardevol dorp' definitief mocht blijven. Ondertussen was men echter wel al begonnen met onteigeningen.
Op het gewestplan van 7 november 1978 kwam de zogenaamde De Bondtlijn tot stand: een lijn van oost naar west net ten zuiden van Doel die de uitbreidingszone voorlopig beperkte tot het zuidelijke deel van de Scheldepolders. Op hetzelfde gewestplan werd een reservatiestrook voor het Baalhoekkanaal ingetekend, zonder dat er een overeenkomst was met Nederland, en werden de polders ten noorden van de De Bondtlijn ingekleurd als landbouwgebied én havenuitbreidingsgebied (voor gebruik in de toekomst) en werden de dokken van de Waaslandhaven (met o.a. het Doeldok en Kieldrechtdok, maar zonder Deurganckdok) voorzien. Rond Doel bleef een ruime zone gespaard van havenuitbreiding en bleef Doel behouden voor landbouw en wonen. Het bouwverbod werd datzelfde jaar opgeheven. Het bouwverbod had echter wel voor leegstand en verouderde huizen in het dorp gezorgd. In de eerste helft van de jaren 80 kwam de Waaslandhaven met net ten zuiden van Doel het nooit gebruikte Doeldok tot stand. Nadat de gemeente Doel in 1977 gefuseerd was met Beveren herwaarde de gemeente het dorp. Tegelijkertijd startte de Maatschappij Linkerscheldeoever (MLSO) met een actieve verwervingspolitiek in de Doelpolder (o.a. Ouden Doel).

### Plannen uit de jaren 90 en 2000: gewestplanwijziging voor Deurganckdok en Saeftinghedok

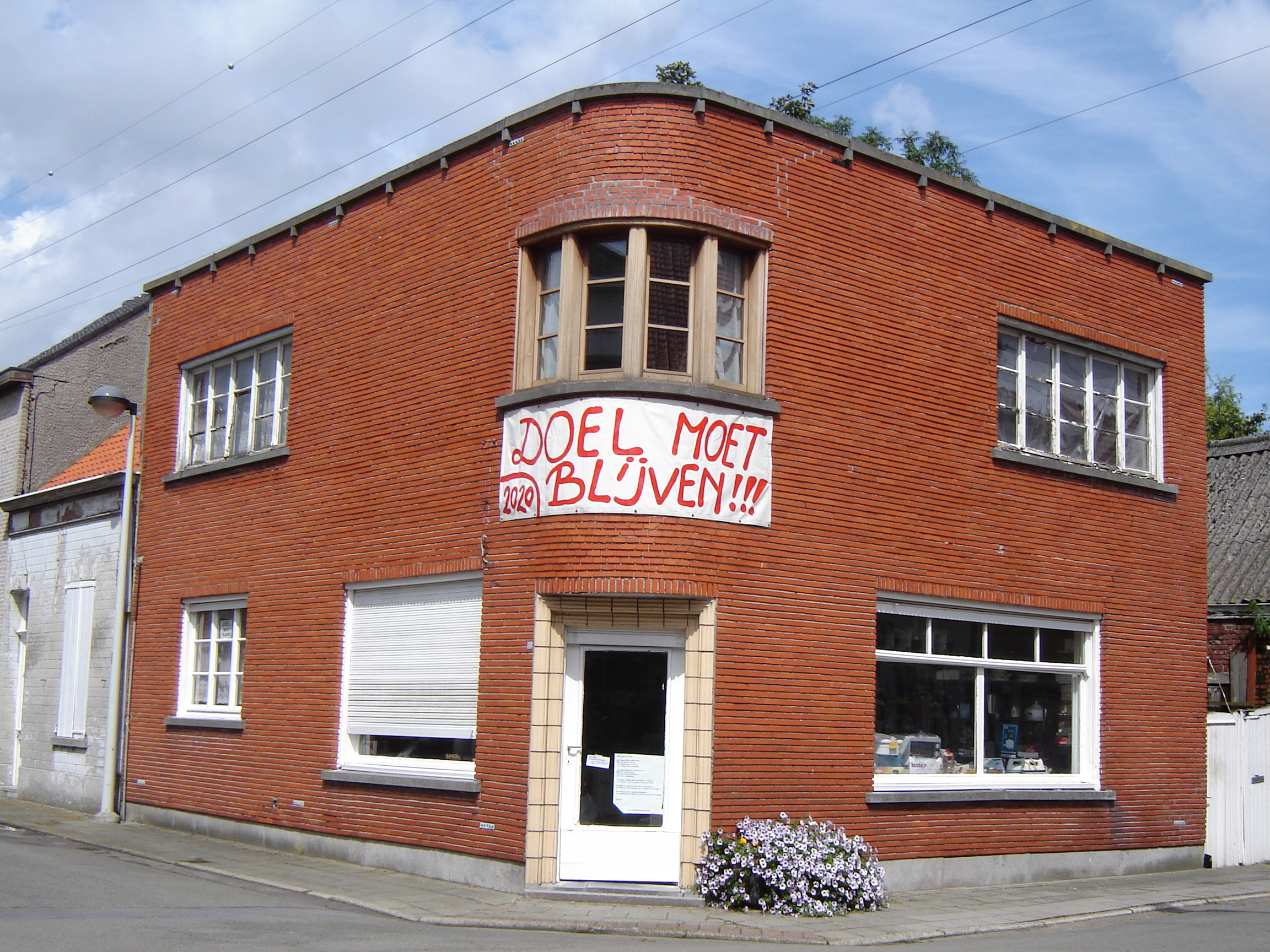
Spandoek met de tekst "Doel 2020" op een huis. Op Google Streetview is te zien dat dit huis inmiddels afgebroken is.

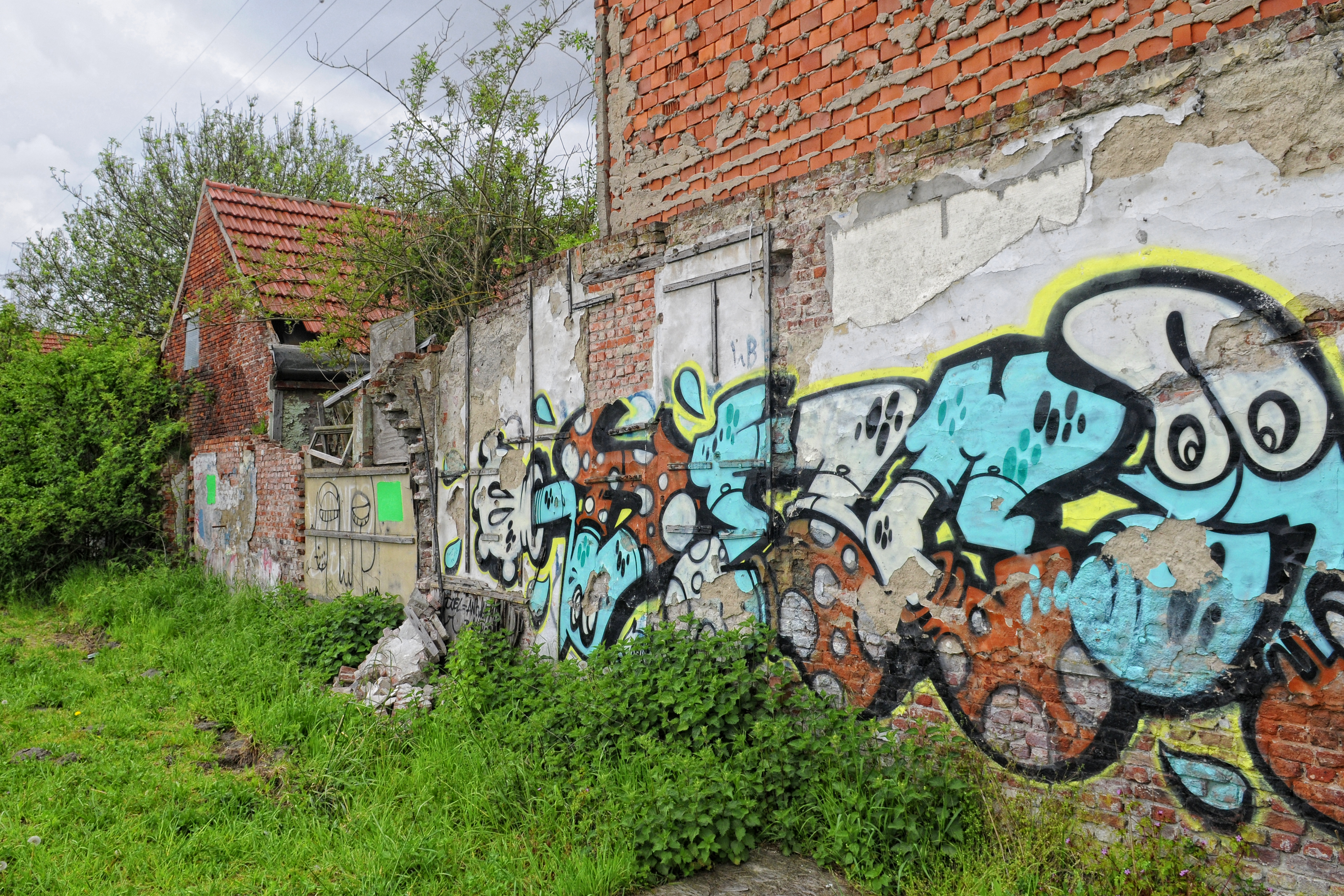
Graffiti in Doel

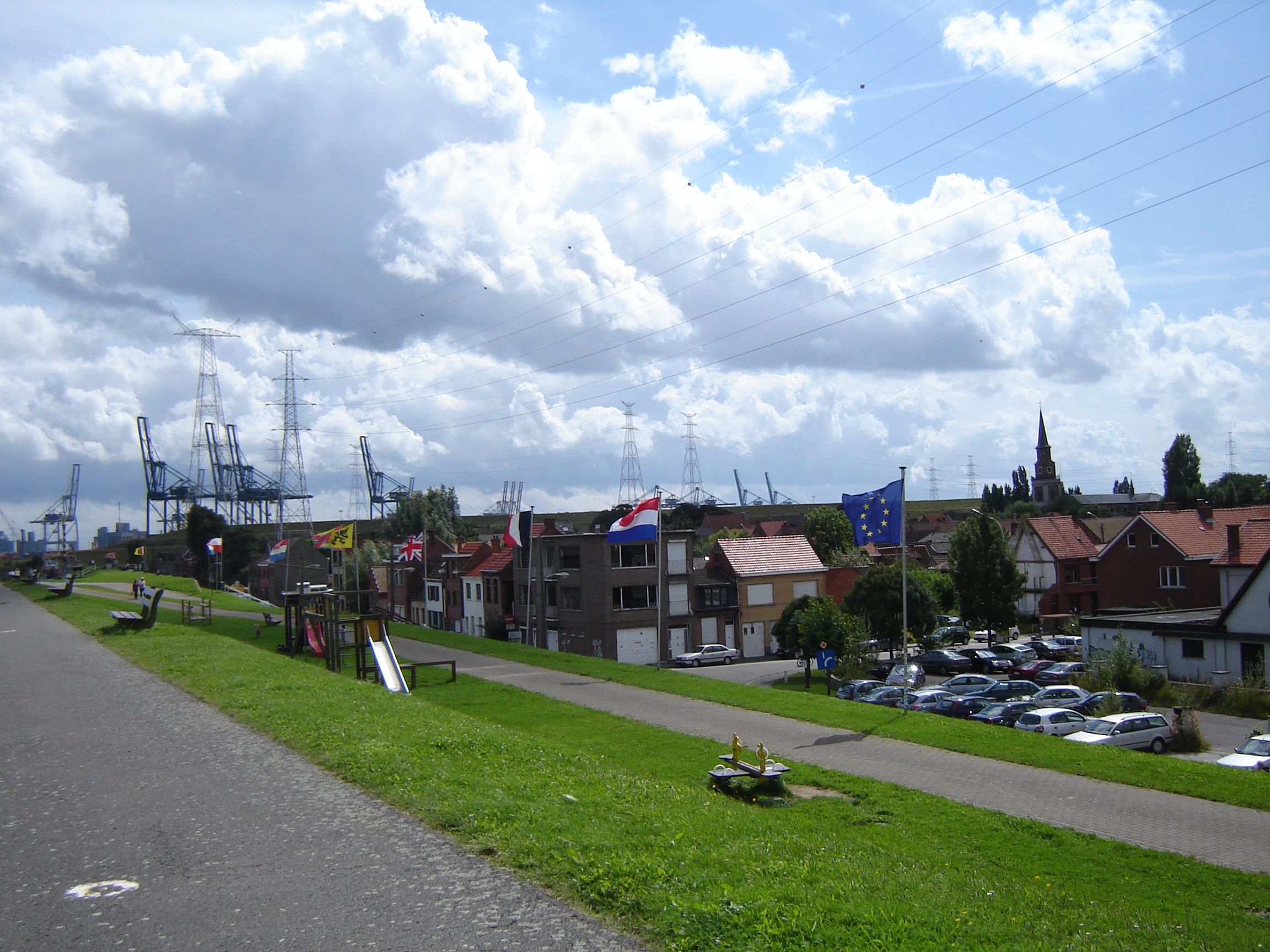
Dorpscentrum van Doel, met op de achtergrond de haven

In 1995 raakten uitbreidingsplannen bekend van de Administratie Waterwegen en Zeewezen van het Vlaamse gewest om een nieuw containerdok net ten zuiden van Doel aan te leggen: het Deurganckdok. De uitvoering van het Deurganckdok deed vragen rijzen over de leefbaarheid van Doel en in de jaren daarna kwam het tot een bittere strijd om het voortbestaan van het dorp. In 1997 werd het actiecomité Doel 2020 opgericht en engageerden bekende figuren als oud-senator Ferdinand De Bondt en cineast Frank Van Passel zich in het protest. Onduidelijke politieke beslissingen en juridische blunders leidden tot grote vertragingen bij de bouw van het Deurganckdok en jarenlange onzekerheid over de toekomst van het dorp. De bewoners raakten verdeeld in een deel dat wenste te blijven en een deel dat een duidelijke en billijke onteigeningsregeling eiste. Op 1 juni 1999 besliste de Vlaamse regering-Van den Brande IV na een eerdere voorlopige gewestplanwijziging op 20 januari 1998 dat Doel als woongebied van het gewestplan moest verdwijnen voor een tweede getijdendok, het Saeftinghedok.
Na de wissel in de Vlaamse regering in 1999 werd op aandringen van Agalev een studie uitgevoerd naar de leefbaarheid van Doel na de voltooiing van het Deurganckdok. VLD en SP zagen de leefbaarheidsstudie als glijmiddel voor de gewestplanwijziging en het schrappen van Doel als woongebied, terwijl volgens coalitiepartners Agelev en VU Doel wel nog leefbaar was naast een Deurganckdok met actieve containerterminal en dat het dorp dus kon blijven. De leefbaarheidsstudie concludeerde echter dat Doel leefbaar was en de wetenschappers aanbevalen om die leefbaarheid te versterken (in het geval het dorp zou blijven bestaan). De gewestplanwijziging voor het Saefthingedok was echter gemotiveerd met de reden dat Doel toch al niet meer leefbaar is met Deurganckdok en de bijhorende containerterminal er vlak naast.
De Vlaamse Regering ging echter door met de gewestplanwijziging, waarbij Doel geschrapt werd. Doel zou echter pas dienen te verdwijnen wanneer het Saeftinghedok ook effectief gebouwd zal worden: pas wanneer de bouwvergunning voor dit dok werd afgeleverd. De bewoners mochten voorlopig nog renovatiewerken uitvoeren tot de stedenbouwkundige vergunning voor het Saefthingedok afgeleverd wordt.
Op 30 juli 2002 heeft de Raad van State de tenuitvoerlegging van het gewijzigde gewestplan (met onder andere de intekening van Doel als industriegebied) geschorst. Daardoor geldt in rechte het gewestplan van 1978, dat Doel als woonzone indeelt. Door het zogenaamde Nooddecreet of Validatiedecreet dat op 14 december 2001 in het Vlaams parlement werd goedgekeurd, kan de Vlaamse regering voor de bouw van het Deurganckdok echter bouwvergunningen uitreiken en ze door het parlement laten bekrachtigen. Zo hoeft ze geen rekening te houden met het gewestplan (waarop het Deurganckdok niet ingetekend staat, enkel een industriezone). Dit Nooddecreet was een reactie van de Vlaamse regering op de stillegging van de werken aan het Deurganckdok door een arrest van de Raad van State. Klachten van actiecomités hadden fouten aan het licht gebracht bij de totstandkoming van de gewestplanwijzigingen. Omdat het Nooddecreet ingreep in lopende procedures en de normale rechtsbescherming van de burgers gedeeltelijk omzeilt, wordt het door velen als strijdig met de principes van de rechtsstaat beschouwd. Het Deurganckdok, waarvan de bouw al gestart was in oktober 1999, werd ingehuldigd in juli 2005. Na de bouw van het dok, in 2005, werd wel een ruimtelijk uitvoeringsplan (RUP) goedgekeurd voor het plangebied van het Deurganckdok.
Het duurde tot 27 juni 2012 tot de tweede gewestplanwijziging 'ten gronde' werd vernietigd. Volgens de Vogel- en habitatrichtlijn had er een "passende beoordeling" moeten plaatsvinden over de effecten op het habitatgebied. De Vlaamse Regering en de Haven van Antwerpen verwezen hierbij naar het (project-)MER voor het Deurganckdok. Dit MER handelde echter enkel over het project ten zuiden van de lijn De Bondt en in het MER zelf zei men al dat een apart MER nodig was voor het deel ten noorden van deze lijn. Planningsalternatieven werden dus niet onderzocht en er werd geen enkele 'beoordeling' uitgevoerd voor het noordelijke deel, waardoor de gewestplanwijziging niet anders dan vernietigd kon worden.

### GRUP Afbakening Zeehavengebied Antwerpen
Na de schorsing van de gewestplanwijziging in 2002, kondigde minister van Ruimtelijke Ordening Dirk Van Mechelen aan om een nieuw (RUP) te willen opstellen. In 2008 begon de Maatschappij Linkerscheldeoever (MLSO) met de afbraak van verschillende woningen in het woongebied van het dorp Doel, wat als illegaal beoordeeld werd door de Raad van State. Hierdoor kwam de leefbaarheid, die in 2000 nog bevestigd was, en die door het eerdere "sociaal plan" (1999-2003) al onder druk stond door leegloop, wél onder grote druk te staan.
Het nieuwe plan voor Doel liet na de aankondiging van Van Mechelen in 2002 een hele tijd op zich wachten. Eerst werd een 'strategisch plan' voor de haven opgesteld, waarna in 2009 het plan-MER voor de afbakening van het zeehavengebied Antwerpen werd afgerond. In dit plan-MER bleek het nulalternatief het meest milieuvriendelijke alternatief (MMA), maar werd een uitbreiding van de haven met het Saeftinghedok als meest maatschappelijk haalbaar alternatief (MMHA) beschouwd. In 2011 lekte vervolgens een ontwerp van het RUP uit, waaruit bleek dat Doel opnieuw zou moeten verdwijnen. De officiële procedure voor het RUP werd (pas) in 2012 gestart. In het voorgestelde plan 'Afbakening Zeehavengebied Antwerpen', breidt de haven op linkeroever uit naar het noorden met het Saeftinghedok en verdwijnt het dorp Doel. Het landbouwgebied in de noordelijke doelpolder zal natuurgebied worden ter compensatie van de verloren natuur door het Saeftingedok (onder andere natuurgebied Putten Weiden). Daarbij zouden ook de gehuchten Ouden Doel en Rapenbrug moeten verdwijnen omdat het bouwen van dijken er rond te duur zou zijn voor de Vlaamse Regering. Aan het GRUP zijn de onteigeningsplannen voor Doel en de polders gehecht. Bij de goedkeuring van dit GRUP, kan de Vlaamse Overheid overgaan tot de onteigening van Doel en de ruimere polder. Dit GRUP zal een gebied van 1.600 ha aanwenden voor de bouw van het Saeftinghedok en de aanleg van natuurcompensaties. Officieel is er nog geen keuze gemaakt met betrekking tot de aanleg van het Saeftinghedok. Het is nog mogelijk dat dit gebied een andere invulling krijgt afhankelijk van een maatschappelijke kostenbaten-analyse. Het geklasseerde erfgoed van Doel zal verplaatst worden naar een andere locatie, mogelijks Prosperpolder. Er zijn drie geklasseerde monumenten: de molen, het Hooghuis en het orgel van de parochiekerk. In situ bewaren wordt als uitgesloten beschouwd. In het GRUP wordt Doel ook aangeduid als mogelijke locatie voor de bouwput die moet dienen voor de aan te leggen Oosterweeltunnel. In mei 2015 blijkt uit de MKBA dat enkel de eerste fase van het Saefthingedok 'zeer rendabel' zou zijn.
Het GRUP wordt van kracht op 17 juni 2013, maar de bewoners trekken onmiddellijk naar de Raad van State, die het deel van het RUP met de havenuitbreiding op linkeroever hetzelfde jaar nog schorst omwille van fouten met de natuurcompensaties. Een jaar later, op 12 december 2014 wordt een aangepast RUP (dat enkel geldt voor de Linkerscheldeoever) van kracht, maar in november 2015 wordt ook dit RUP geschorst door de Raad van State. Om een definitieve uitspraak te doen, vraagt de Raad van State advies aan het Europese Hof van Justitie in verband met de Europese Vogel- en Habitatrichtlijnen. Daarnaast worden er opmerkingen geformuleerd dat de Vlaamse Regering niet (voldoende) heeft gemotiveerd waarom de gehuchten in de Doelpolder zouden moeten verdwijnen. De gehuchten zouden immers kunnen blijven door er dijken rond te zetten.
Ondertussen had MSLO in januari 2016 al 99 procent van de bewoonde huizen in Doel in handen. Er geldt echter een terugkooprecht voor de bewoners die hun huizen verkochten aan MLSO.
Op 22 juli 2016 oordeelde het Europese Hof van Justitie negatief over de natuurcompensaties van het GRUP. De Vlaamse regering gaf aan een nakende vernietiging van het GRUP door de Raad van State niet af te wachten en een nieuwe procedure op te starten volgens het gloednieuwe (en nog niet geteste) 'complexe projecten'-decreet.

## Huidige woonsituatie

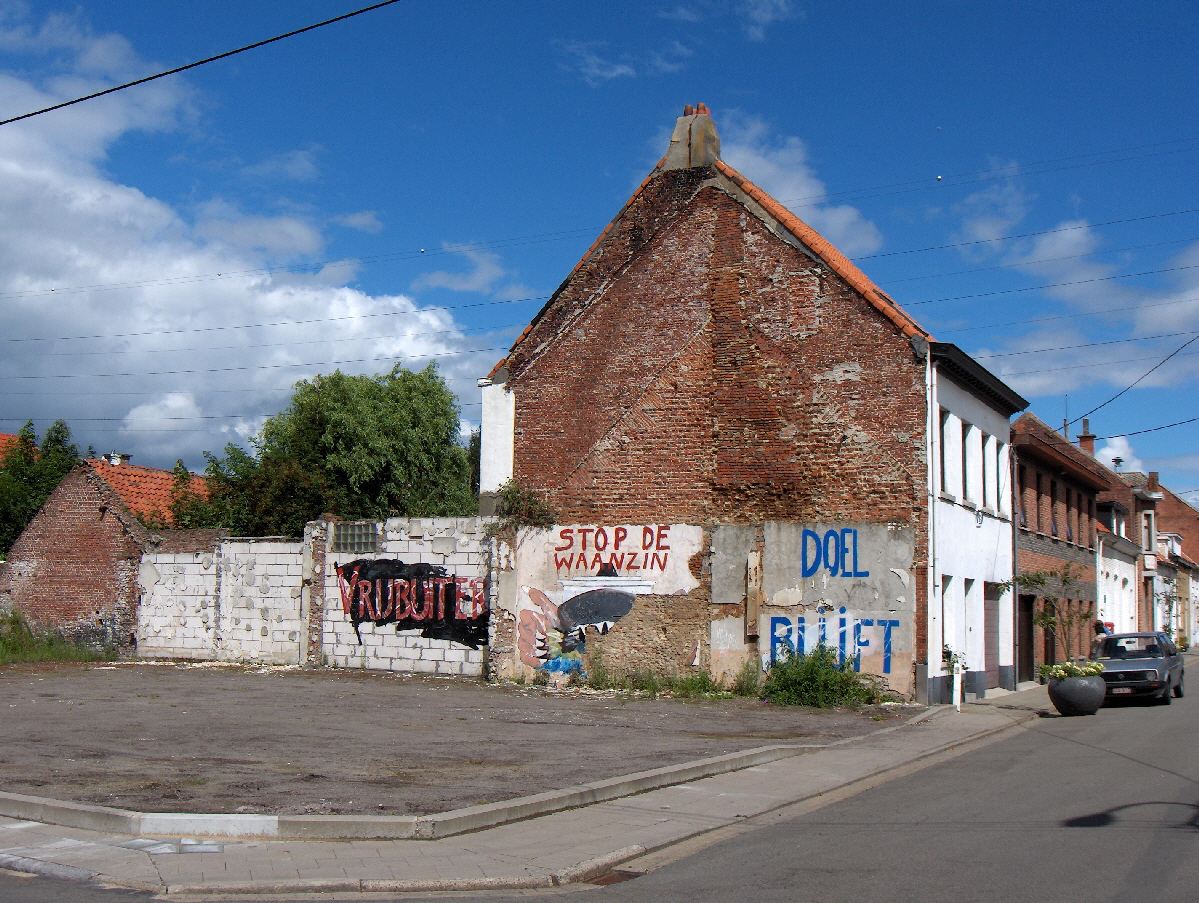
Protestopschriften in de Camermanstraat

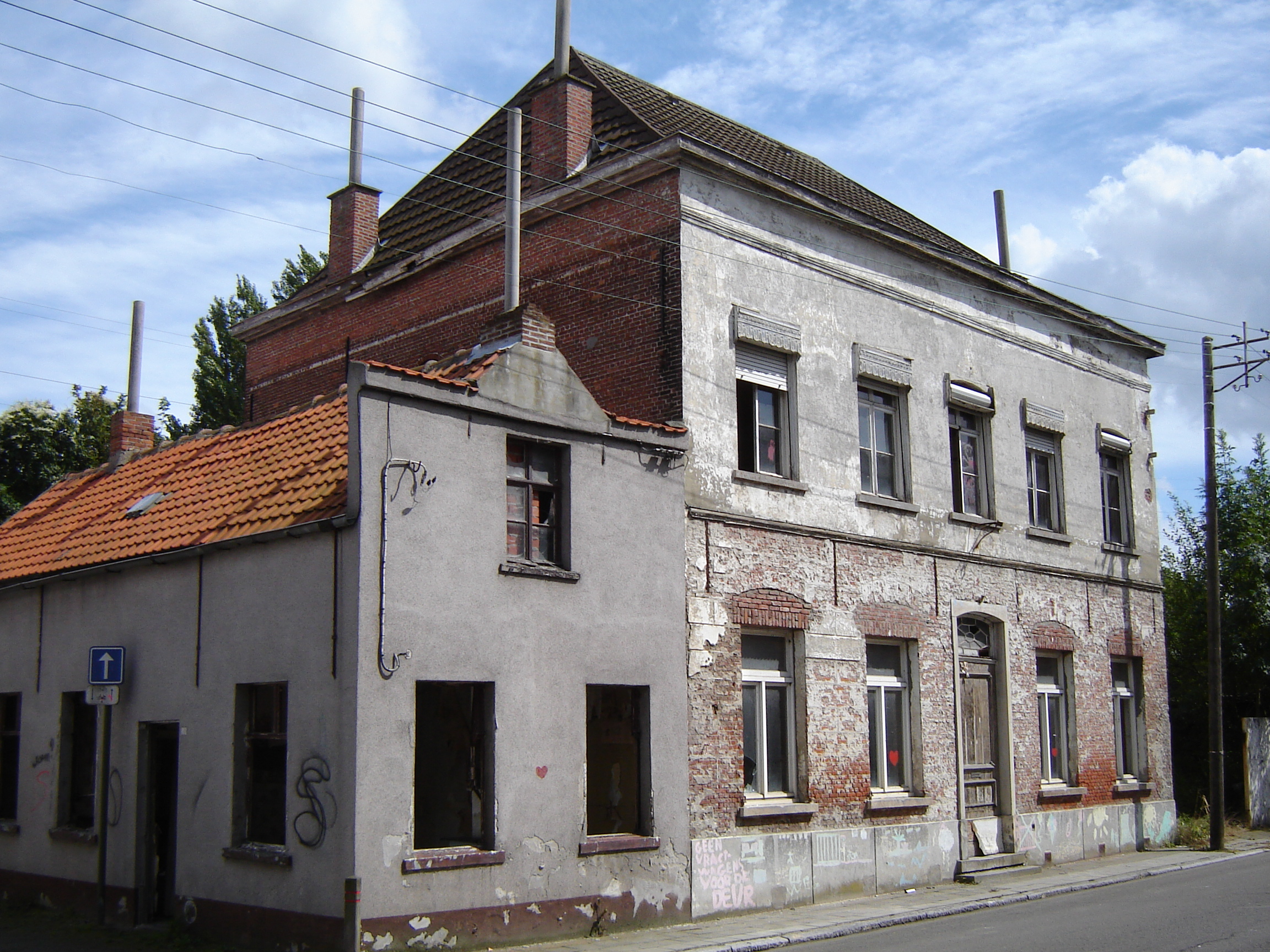
Verlaten huizen

Bewoners die dat wilden, konden vanaf 1999 hun woning vrijwillig verkopen aan de Maatschappij voor Grond- en Industrialisatiebeleid van het Linkerscheldeoevergebied (MLSO). Onteigening heeft niet plaatsgevonden.
Er werd in 1999 een sociaal bemiddelaar aangesteld die het sociaal begeleidingsplan moest uitvoeren en bewoners begeleiden die vrijwillig wegtrokken uit het dorp. Op 31 december 2003 liep dit sociaal plan af. Deze werkwijze heeft een groot deel van het oorspronkelijke dorp in enkele jaren geruisloos laten leegbloeden: op 1 mei 2003 woonden in het centrum van Doel nog 214 inwoners van de 645 die op 20 januari 1998 ingeschreven waren. Het reële inwonertal in het centrum bedroeg op 1 mei 2003 echter nog 301. Op 1 september 2003 werd de dorpsschool gesloten, toen bleek dat nog slechts 8 leerlingen waren ingeschreven.

### Tijdelijk bewoningsrecht
De oorspronkelijke bewoners die hun woning vrijwillig verkocht hadden, kregen een tijdelijk bewoningsrecht dat gegarandeerd werd tot 1 januari 2007. Zij zouden in hun woning kunnen blijven wonen indien zij huur betaalden. Tevens kregen geïnteresseerden ook de kans om een vrijwillig verkochte woning te huren. Dit kaderde binnen het beleid om de kwaliteit van het wonen te garanderen. Maar van de vele leegstaande woningen zijn er maar een klein aantal werkelijk verhuurd door de Intercommunale Land Van Waas. Zij beroepen zich op het recht van retrocessie dat is toegekend aan de oorspronkelijke eigenaars.
Het retrocessierecht houdt in dat de eigenaars die hun eigendom vrijwillig hebben verkocht, de kans krijgen om hun woning opnieuw aan te kopen. Dit kan enkel indien de overheid zou afzien van de plannen om van Doel een industrie- of havengebied te maken. De oorspronkelijke eigenaars konden individueel kiezen om afstand te doen van dit recht bij de verkoop van hun woning. Het merendeel van de eigenaars heeft gekozen om dit recht te behouden. Omdat op de meeste woningen een recht van retrocessie rustte, oordeelde de Intercommunale Land Van Waas dat deze woningen niet verhuurd konden worden aan nieuwe inwoners. Tevens is er vastgesteld dat de Intercommunale de Vlaamse Wooncode zou misbruikt hebben om een aantal woningen niet instapklaar te verklaren en dus te laten verkrotten. Ze voerde geen kleine herstellingen uit waardoor de meeste leegstaande woningen niet konden worden verhuurd.
Ten gevolge van dit beleid bleef het grootste deel van het dorp leegstaan waardoor er verkrotting ontstond. Nochtans moest het woonrecht, de woonkwaliteit en de leefbaarheid in het dorp worden gegarandeerd zolang er geen bouwvergunning voor het Saeftingedok is afgeleverd. Het is duidelijk dat de Maatschappij Linkerscheldeoever en de Intercommunale Land Van Waas niet gehandeld hebben als goede huisvaders inzake het beheer van het patrimonium in Doel.

### Krakers
Sinds 2003 is het officiële inwoneraantal in het dorp verder gedaald (nog 202 in maart 2006), maar het reële inwoneraantal is geleidelijk weer toegenomen. Dit is voor een klein deel te danken aan nieuwe huurders die toch de mogelijkheid kregen om een aantal van de vrijwillig verkochte huizen te huren. Maar het grootste deel zijn echter de mensen die een leegstaande woning kraakten (schattingen spreken van 150 tot 200). Deze situatie werd tijdelijk gedoogd door de Maatschappij Linkerscheldeoever (MLSO) die eigenaar is van de leegstaande huizen en de gemeente Beveren.
In het begin van 2006 kreeg Doel onder meer omwille van het grote aantal krakers nogal wat media-aandacht. Daardoor raakte het beeld verspreid dat in Doel een zekere mate van wetteloosheid heerste waarbij men zich probleemloos een leegstaande woning kon toe-eigenen. Dit leidde tot een golf van nieuwe krakers en inbraken. Op 22 maart 2006 kondigde de burgemeester van Beveren aan dat de politiecontrole in Doel opgedreven werd en nultolerantie gold voor alle illegale activiteiten. De MLSO heeft toen de krakers de kans gegeven om zich te regulariseren en de gekraakte woningen te huren. Daarvoor moesten zij voldoen aan een aantal voorwaarden (waaronder vast werk hebben). Tevens moest het gekraakte pand voldoen aan de Vlaamse Wooncode of mits beperkte kosten renoveerbaar zijn. Er zijn toen meer dan 120 regularisatieaanvragen ingediend.
Sinds 2006 wonen er dus geen krakers meer in Doel. Alle personen die hebben gekraakt zijn geregulariseerd als huurder of uitgezet. Het kraken van een woning wordt niet meer gedoogd. Indien personen trachten te kraken, worden zij uitgezet door de MLSO en gemeente Beveren.

### Afbraak van woningen
In 2008 startte de MLSO reeds met de sloop van gebouwen binnen en buiten de dorpskern. Hiermee trachten ze onveilige woningen te verwijderen en het kraken van woningen tegen te gaan. Er kwam veel protest tegen de afbraakwerken omdat de te slopen woningen vaak nog in goede staat waren. De sloopwerken moesten worden stilgelegd in mei 2009 omwille van een uitspraak in kortgeding van het hof van beroep van Gent. De rechtbank vaardigde een verbod uit om nog woningen te slopen. Achteraf werd er een tweede uitspraak gedaan door de rechtbank van eerste aanleg in Dendermonde waarbij een dwangsom van € 1.000.000 werd opgelegd per inbreuk door de MLSO. Volgens de rechtbank zijn de sloopwerken een inbreuk tegen de wetgeving rond ruimtelijke ordening aangezien Doel nog steeds woongebied is. De werken hebben er volgens de rechter ook de schijn van om de resterende bewoners op een onredelijke en onverantwoorde wijze te verjagen.

### Tijdelijk woonrecht loopt af
Eind 2006 liet de Vlaamse overheid de huurders weten dat het bewoningsrecht eenmalig verlengd zou worden tot 31 augustus 2009. De Vlaamse regering koppelde vanaf dat moment het dossier los van de bouw van het Saeftinghedok. Zij bepaalden dat Doel zou verdwijnen, met of zonder de bouw van het nieuwe Saeftinghedok. In 2000 was de bewoners van Doel nog de garantie gegeven dat het dorp pas zou verdwijnen na goedkeuring van de bouwvergunning voor het Saeftinghedok. Daarbij werd de bewoners ook de garantie op woonkwaliteit en woonzekerheid gegeven. Op 31 augustus 2009 liep het tijdelijke woonrecht voor de huurders af. Op dat moment woonden er nog 84 personen in Doel. Daarvan waren 45 personen oorspronkelijke Doelenaars. De resterende 39 bewoners waren huurders die vanaf het jaar 2000 in het dorp zijn komen wonen. Elf gezinnen bezitten nog een eigen huis en vallen niet onder het tijdelijk woonrecht voor de huurders. Zij kunnen enkel worden gedwongen het dorp te verlaten na onteigening.
Eind september 2009 oordeelde de rechtbank van eerste aanleg in Dendermonde dat de huurders niet meer uitgezet mogen worden. De rechtbank oordeelde dat de beëindiging van het "woonrecht" onwettelijk is. De massale uitzetting van bewoners is niet toegelaten in woongebied. Dit loopt gelijk met de afbraak van woningen waar de rechtbank dezelfde argumentatie hanteert. De rechter heeft een dwangsom opgelegd van 250.000 euro voor elke persoon die toch nog uitgezet zou worden. Het uitzettingsverbod is reeds verschillende malen verlengd en geldt nog steeds.

### Negende Saeftinghe-alternatief
Begin 2018 stelde Vlaams minister Ben Weyts onverwacht een nieuw havenuitbreidingsplan voor. Dit voorstel was een combinatie van acht verschillende voorstellen van de Vlaamse Regering. Het bestond uit economische groei, een vlotte mobiliteit, het behoud van de natuur en ook het behoud van het grootste deel van het dorp Doel. Hierbij zou slechts 80 hectare van de natuur verdwijnen.
In december van hetzelfde jaar besliste de Vlaamse Regering met dit plan verder te gaan. Het beoogde plan bestond uit een inbreiding van de bestaande dokken, de bouw van extra kades langs het Waaslandkanaal, in het Doeldok en in een nieuw insteekdok ten noorden van de Zandvlietsluis. Het Saeftinghedok krijgt hierbij dan een soort knik naar het zuiden, waardoor het niet langer dwars door het polderdorp Doel gaat, maar start in het bestaande Deurganckdok. Indien dit voorstel zou goedgekeurd worden, zou het dorp Doel in zijn huidige staat blijven bestaan maar de toestand zoals het dorp zich in 1998 bevond zou onomkeerbaar zijn volgens Ben Weyts Vlaams minister van Mobiliteit en Openbare Werken, Vlaamse Rand, Toerisme en Dierenwelzijn.

### Behoud van Doel
In maart 2022 besliste de Vlaamse regering dat Doel zou worden behouden en weer een leefbaar dorp moest worden.

## Bezienswaardigheden

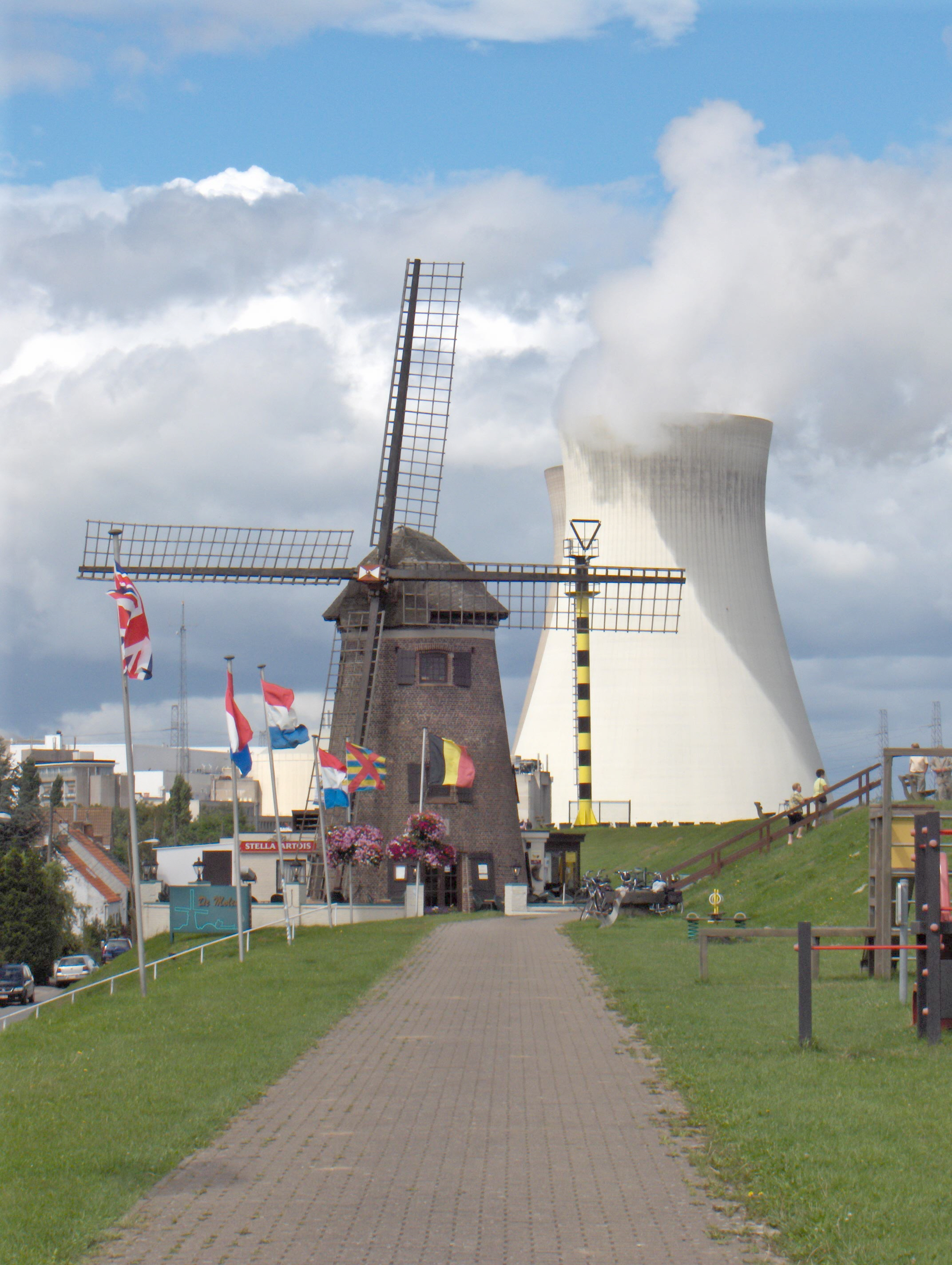
Kerncentrale en 17de-eeuwse molen op de Scheldedijk

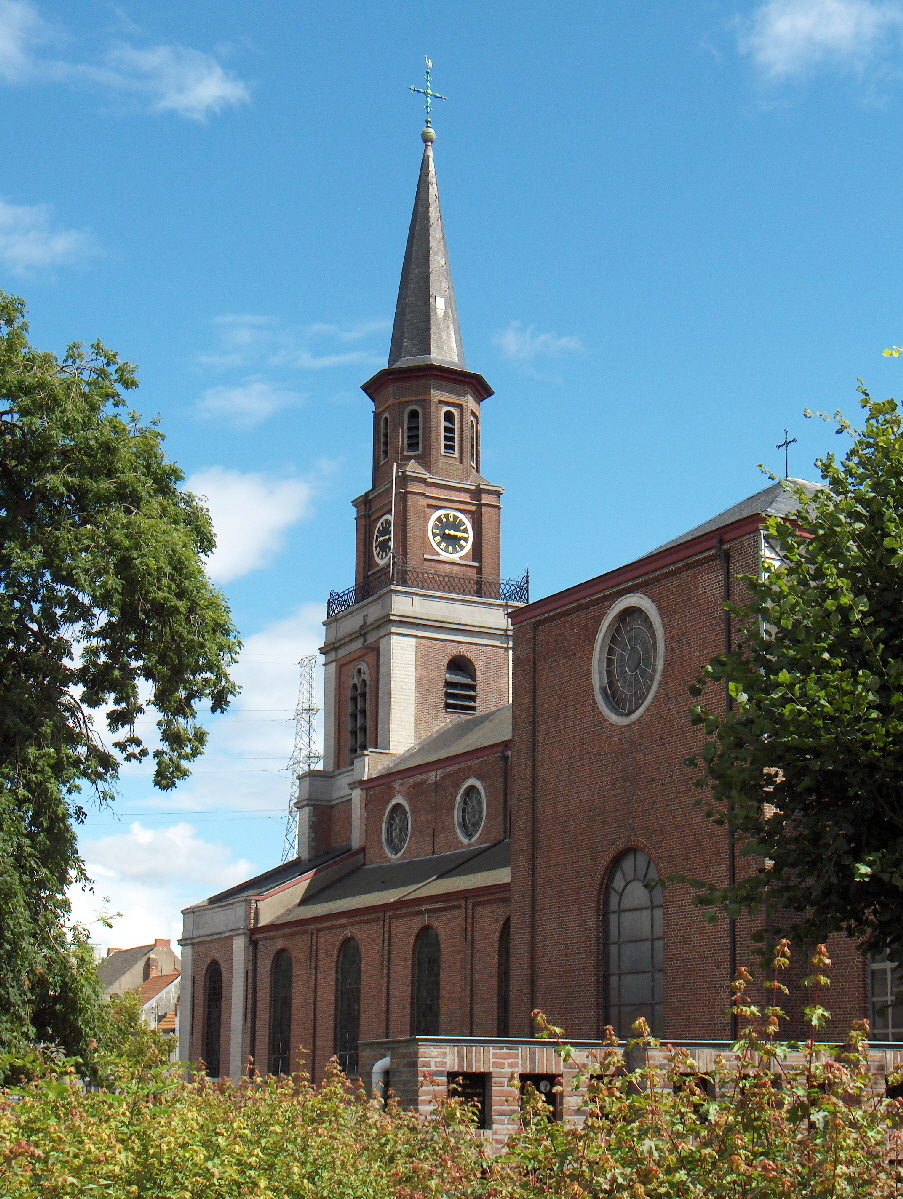
Parochiekerk O.L.V.-ten-Hemelopneming (1851-1854)

- De dorpskern heeft een karakteristiek stratenpatroon in de vorm van een dambord, wat bijna nergens elders in België voorkomt. Het rasterpatroon gaat terug op de planmatige inpoldering en herinrichting van het dorp in de 17de eeuw na de oorlogsinundaties en is sindsdien ongewijzigd.[35]
- In de dorpskom staan verschillende burgerhuizen en boerderijen. Het oudste huis is het beschermde Hooghuis dat midden 17de eeuw werd voltooid in Vlaamse renaissancestijl, en dat in de geschiedschrijving voortdurend wordt verward met het ondertussen verdwenen Herenhuis.
- De molen op de Scheldedijk dateert uit het midden van de 17de eeuw en behoort tot de oudste stenen windmolens in Vlaanderen. Sinds 1927 is de molen buiten gebruik.
- De parochiekerk van Doel is gewijd aan Maria-Tenhemelopneming. De kerk in neoclassicistische stijl werd tussen 1851 en 1854 opgericht volgens een ontwerp van Lodewijk Roelandt, stadsarchitect van Gent. Het meubilair omvat oudere kunstwerken, zoals beelden van de Antwerpse beeldhouwer H. F. Verbruggen (17de eeuw) en E. A. Nijs (18de eeuw). De kerk is tussen 1996 en 1998 grondig gerestaureerd na schade door verzakkingen. De vaste grondlaag in Doel ligt ongeveer 11 meter diep, terwijl de houten palen waarop de kerk rust slechts 7 meter diep reiken. Tegenwoordig staat de kerk erg scheef.
- Ten noorden van het dorp, in het gehucht Ouden Doel, bevinden zich aan de Schelde de laatste brakwaterschorren van België. In deze schorren bevinden zich het haventje van de Prosperpolder en het natuurreservaat Schor Ouden Doel (51 ha). De Prosperhaven is een van de referentiestations in het Belgische getijdenboekje.
- In Doel is een jachthaven gevestigd met een aanlegplaats voor het voetveer naar Lillo, dat in het weekend vaart van maart tot september.
- Doel trekt vooral in de zomermaanden veel dagjestoeristen aan. Een hoogtepunt vormt de jaarlijkse Scheldewijding die begin augustus plaatsvindt. In het weekend is Doel uitsluitend per auto te bereiken via de Engelsesteenweg indien men de Belgische nationaliteit heeft. Bij binnenkomst dient in een automaat met een Belgische identiteitskaart geregistreerd te worden waarna toegang wordt verleend.[36] Per motor of te voet is Doel altijd bereikbaar. Via de Scheldemolenstraat is Doel te bereiken per auto wanneer de slagboom daar geopend is. Deze slagboom werkt in tegenstelling tot de slagbomen op de Engelsesteenweg niet automatisch.

## Dorpen als Doel
Er zijn heel wat verdwenen dorpen in Vlaanderen. Voor de uitbreiding van de Antwerpse haven werden eerder op de rechter Scheldeoever de dorpen Oosterweel, Oorderen, Wilmarsdonk en Lillo (met uitzondering van Fort Lillo) van de kaart geveegd. Ook elders in Europa zijn door haven- en industrieplannen dorpen verdwenen, bijvoorbeeld: Blankenburg (Rozenburg) en Nieuwesluis (Heenvliet) bij Rotterdam, Heveskes (deels), Weiwerd (deels) en Oterdum bij Delfzijl. In Altenwerder bij Hamburg (Duitsland) werden een groot aantal gronden onteigend voor de bouw van Container Terminal Altenwerder.
De grootste ontruimingen vonden plaats voor de oppervlaktewinning van bruinkool in Duitsland, bijvoorbeeld de winningen Garzweiler I en II in Noordrijn-Westfalen, waar ettelijke dorpen reeds vernietigd zijn en de ontruiming van nog meer dan tien woonkernen in één aaneengesloten gebied gepland is.
In Noord-Zweden wordt de stad Kiruna met ca. 20.000 inwoners 3 kilometer verplaatst vanwege uitbreiding van ijzermijnen in de buurt, waarvan de gangen al deels onder de stad lopen. Kiruna zal straat voor straat worden afgebroken en verderop weer worden opgebouwd in een proces dat tot ver in de jaren 2030 zal duren. De 21 oudste gebouwen (gebouwen van historisch belang) worden er in hun geheel verplaatst.
Op 29 augustus 2009 werd een consulaat van het Nederlandse dorp Ruigoord geopend door actievoerders die ijveren voor het behoud van Doel. Daarmee willen de actievoerders de banden aanhalen met dit dorp dat in dezelfde situatie zat als Doel en een voorbeeld geven van hoe Doel ook een culturele vrijhaven kan worden.

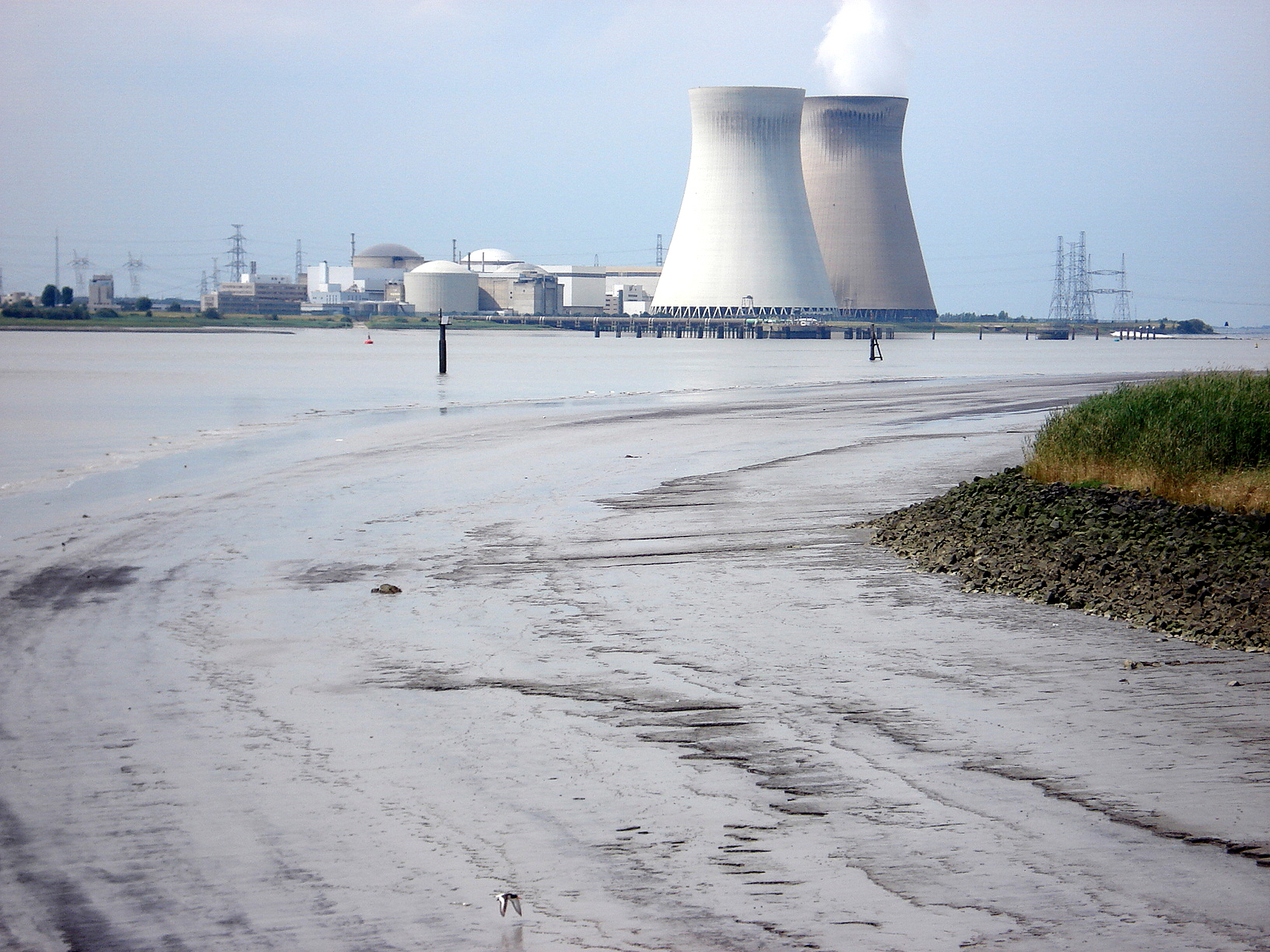
Kerncentrale Doel

## Kerncentralepark
In Doel bevindt zich de Kerncentrale Doel, een van de twee Belgische kerncentraleparken voor elektriciteitsproductie. De site telt vier kerncentrales:
- Doel 1: 445 MW(e), gesloten in 2025
- Doel 2: 445 MW(e)
- Doel 3: 1006 MW(e), gesloten in 2022
- Doel 4: 1038 MW(e)

## Demografische ontwikkeling
- Bronnen: NIS en Gemeente Beveren - Opm:1831 t/m 1970=volkstellingen; vanaf 1980=inwonertal op 31 december; vanaf 2005 jaarlijkse vermelding

## Nabijgelegen kernen
Fort Lillo (veer), Prosperpolder, Fort Liefkenshoek (veer)